# Podbořanský Rohozec
Obec Podbořanský Rohozec (do roku 1949 Německý Rohozec, německy Deutsch Rust, dříve také Teutschenrust) se nachází v okrese Louny v Ústeckém kraji. Žije v ní 162 obyvatel. Jihozápadně od vesnice pramení Dolánecký potok.

## Historie
První písemná zmínka o obci pochází z roku 1424.
Podle záměru zmenšení vojenského újezdu Hradiště se od 1. ledna 2016 připojila k obci Podhořanský Rohozec katastrální území Podbořanský Rohozec u Hradiště I a Podbořanský Rohozec u Hradiště II, čímž se pod správu obce dostalo sídlo Bukovina a drobné osady Střelnice a Ořkov. O obě území (celkem cca 7,238 km²) se zároveň rozšířil Ústecký kraj.

## Obyvatelstvo
Při sčítání lidu v roce 1921 zde žilo 598 obyvatel (z toho 262 mužů), z nichž bylo jedenáct Čechoslováků, 581 Němců a šest cizinců. Až na čtyři evangelíky a dvacet židů se hlásili k římskokatolické církvi. Podle sčítání lidu z roku 1930 měla vesnice 571 obyvatel: 39 Čechoslováků, 524 Němců, pět Židů a tři cizince. Většina byla římskými katolíky, ale žili zde také čtyři evangelíci, třináct židů a jeden člověk bez vyznání.
|           | 1869 | 1880 | 1890 | 1900 | 1910 | 1921 | 1930 | 1950 | 1961 | 1970 | 1980 | 1991 | 2001 | 2011 |
| --------- | ---- | ---- | ---- | ---- | ---- | ---- | ---- | ---- | ---- | ---- | ---- | ---- | ---- | ---- |
| Obyvatelé | 603  | 604  | 554  | 548  | 583  | 598  | 571  | 167  | 216  | 239  | 180  | 132  | 129  | 119  |
| Domy      | 77   | 80   | 87   | 91   | 95   | 99   | 107  | 80   | 58   | 58   | 48   | 61   | 61   | 41   |

### Židovská komunita
Počátek židovského osídlení Podbořanského Rohozce (dříve Německého Rohozce) se datuje k polovině 17. století a následně kontinuálně pokračuje až do druhé světové války. Svého vrcholu dosáhlo v polovině 19. století, kdy židé (celkem 290 osob) v roce 1864 tvořili 50 % všech obyvatel obce. V obci existovaly tři židovské sídelní okrsky, které v první polovině 19. století sestávaly z přibližně 26 domů. Přibližně polovina židovských domů se v různých přestavbách dochovala. V obci postupně existovaly dvě synagogy; starší, z počátku 18. století, byla v roce 1816 nahrazena novější stavbou v jižní části návsi. K bohoslužbám byla využívána do první světové války, ve 30. letech došlo k její přestavbě na obytný dům a v roce 1956 byla zbořena. Do dnešní doby se dochoval židovský hřbitov z roku 1856, asi 300 metrů východně od centra obce, čítající na 90 náhrobků. Hřbitov byl zdevastován během druhé světové války a za minulého režimu.

## Pamětihodnosti
- Tvrz Budiš, ze které se dochovalo okrouhlé tvrziště, stála asi 1,2 km jihozápadně od vesnice. Vznikla pravděpodobně ve 14. století.[10]
- Kostel svaté Notburgy – nachází se ve středu obce
- Zřícenina hradu Křečov jeden kilometr jihovýchodně od obce
- Dub v Podbořanském Rohozci – památný strom, roste jihozápadně od obce v lokalitě „U Dubu“[11]
- Dub u Nové Vsi – památný strom, stojí na levé straně hráze Velkého rybníka u Nové Vsi[12]
- Židovský hřbitov v Podbořanském Rohozci

## Rodáci
- Eduard Glaser (1855–1908), rakouský orientalista a cestovatel[13]
- Eduard Wenisch (1852–1929), sudetoněmecký učitel a vlastivědný pracovník na Teplicku[14]
- Oskar Butter (1886–1943), novinář a překladatel

## Galerie

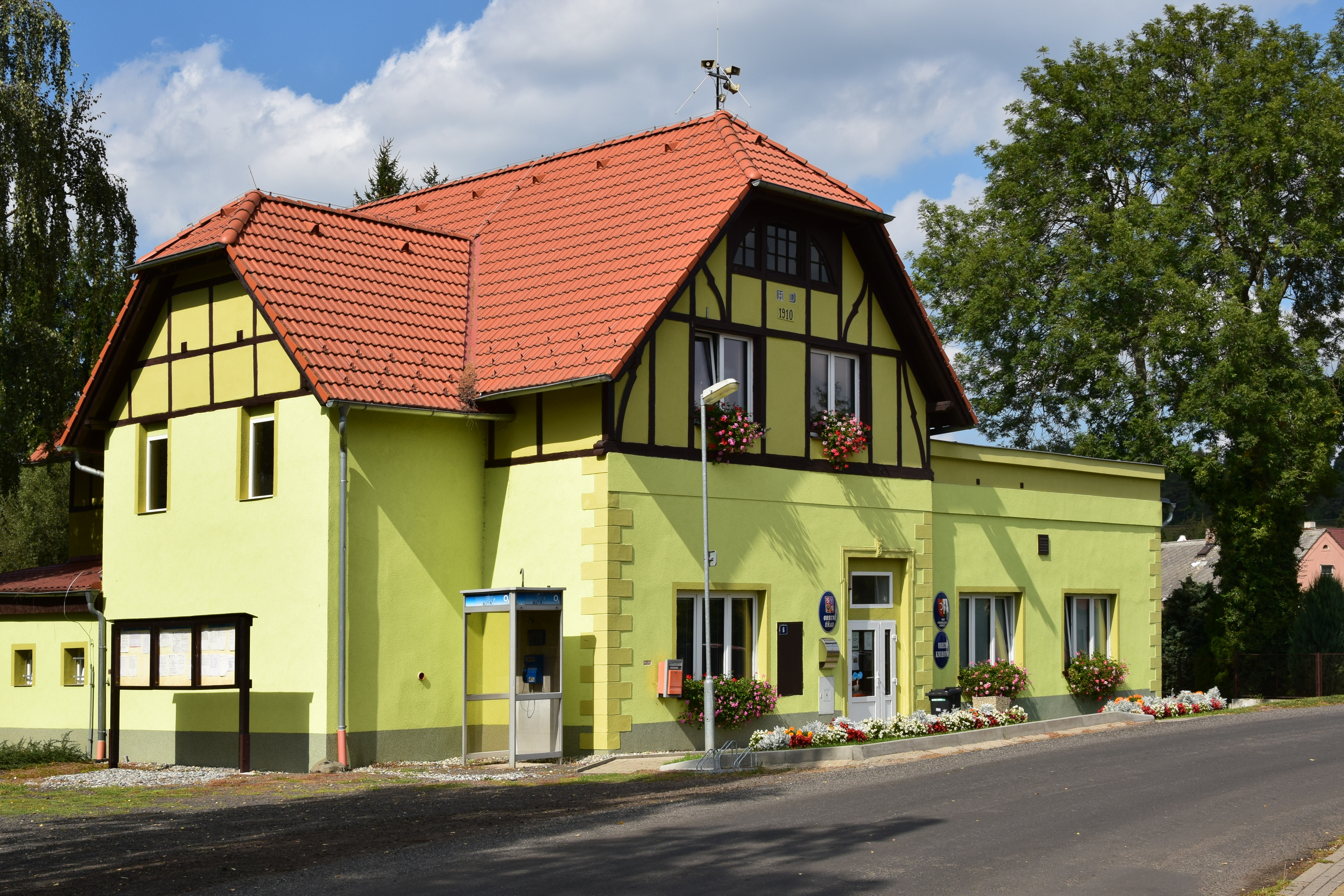
Obecní úřad
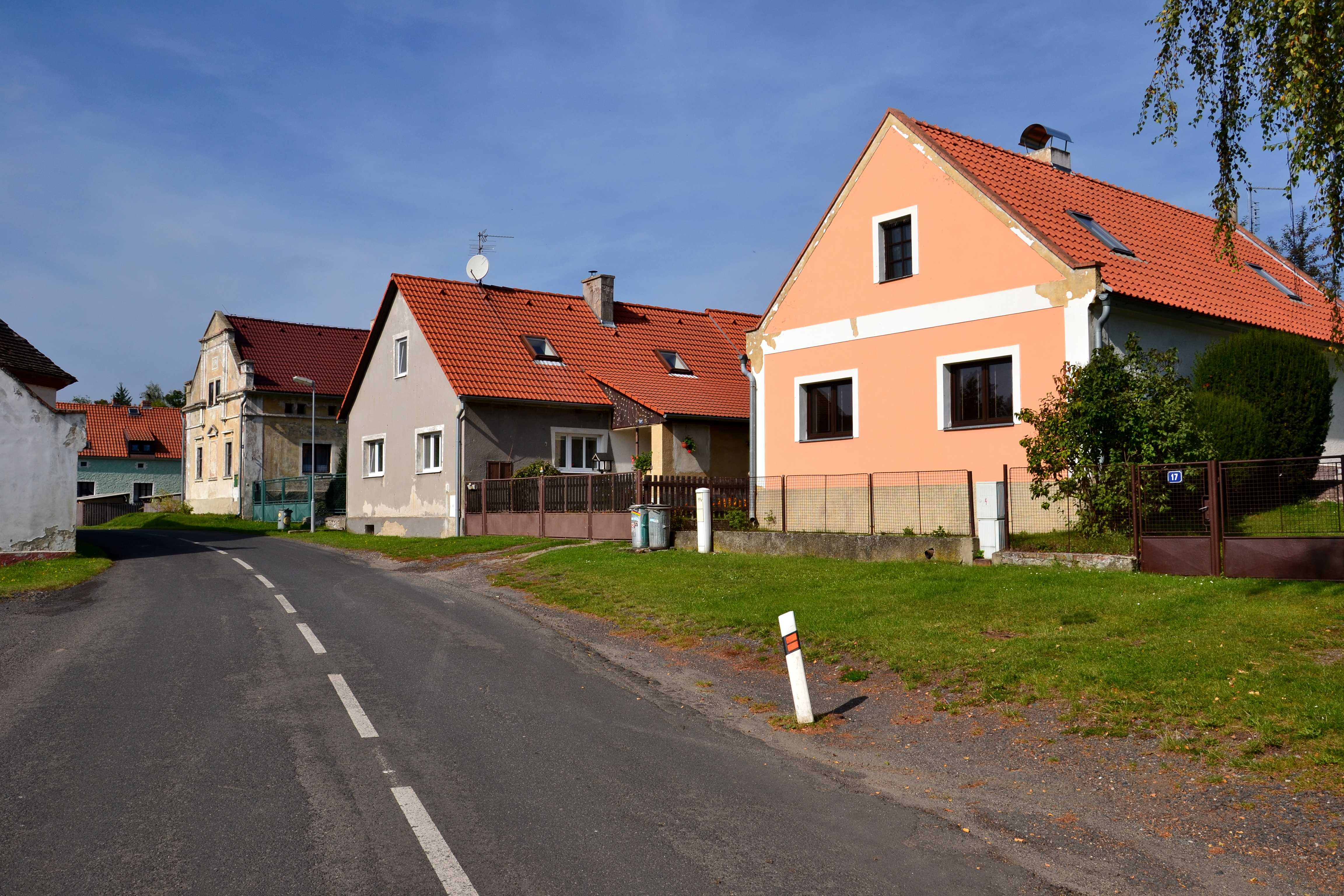
Domy na návsi u kaple
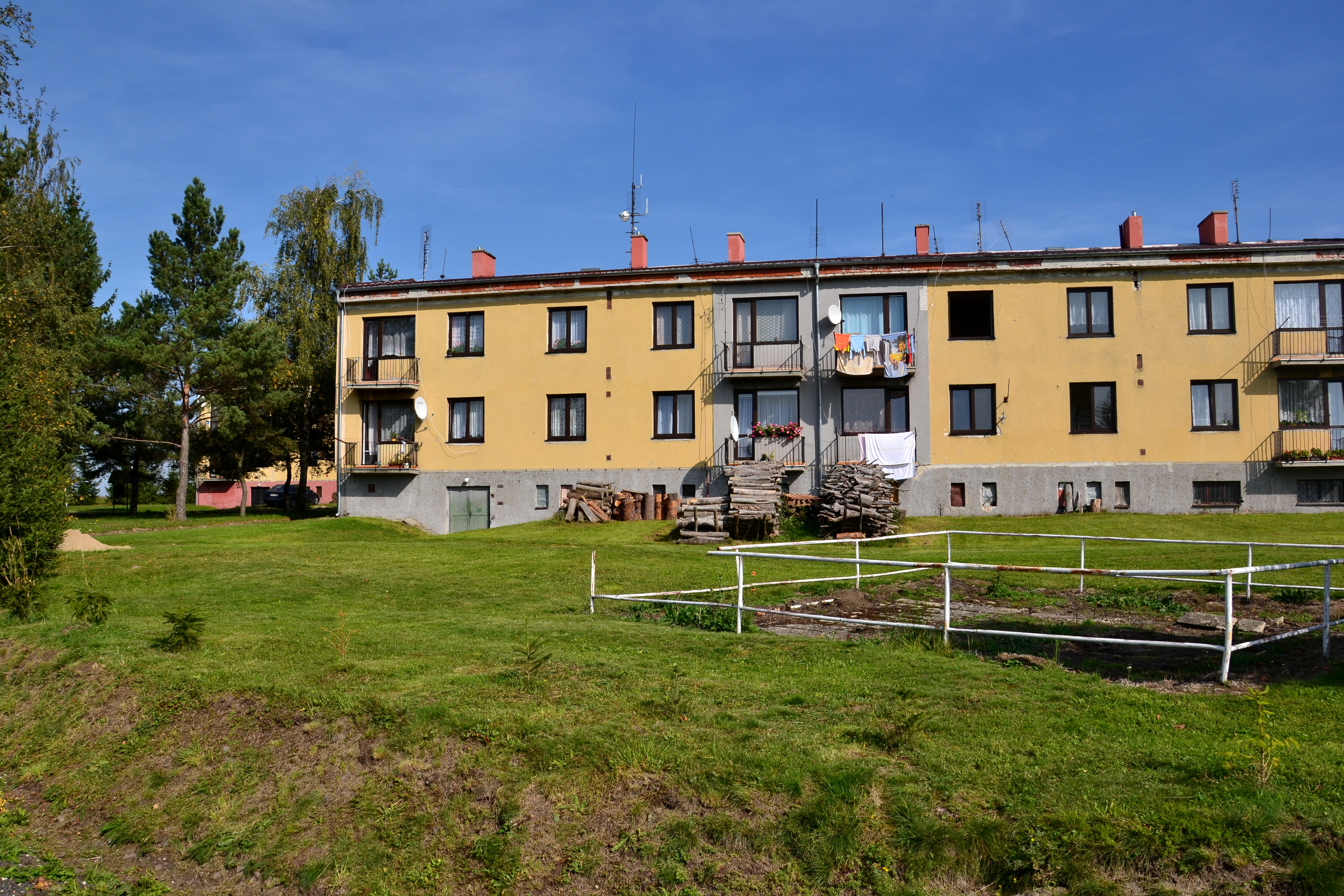
Bytový dům
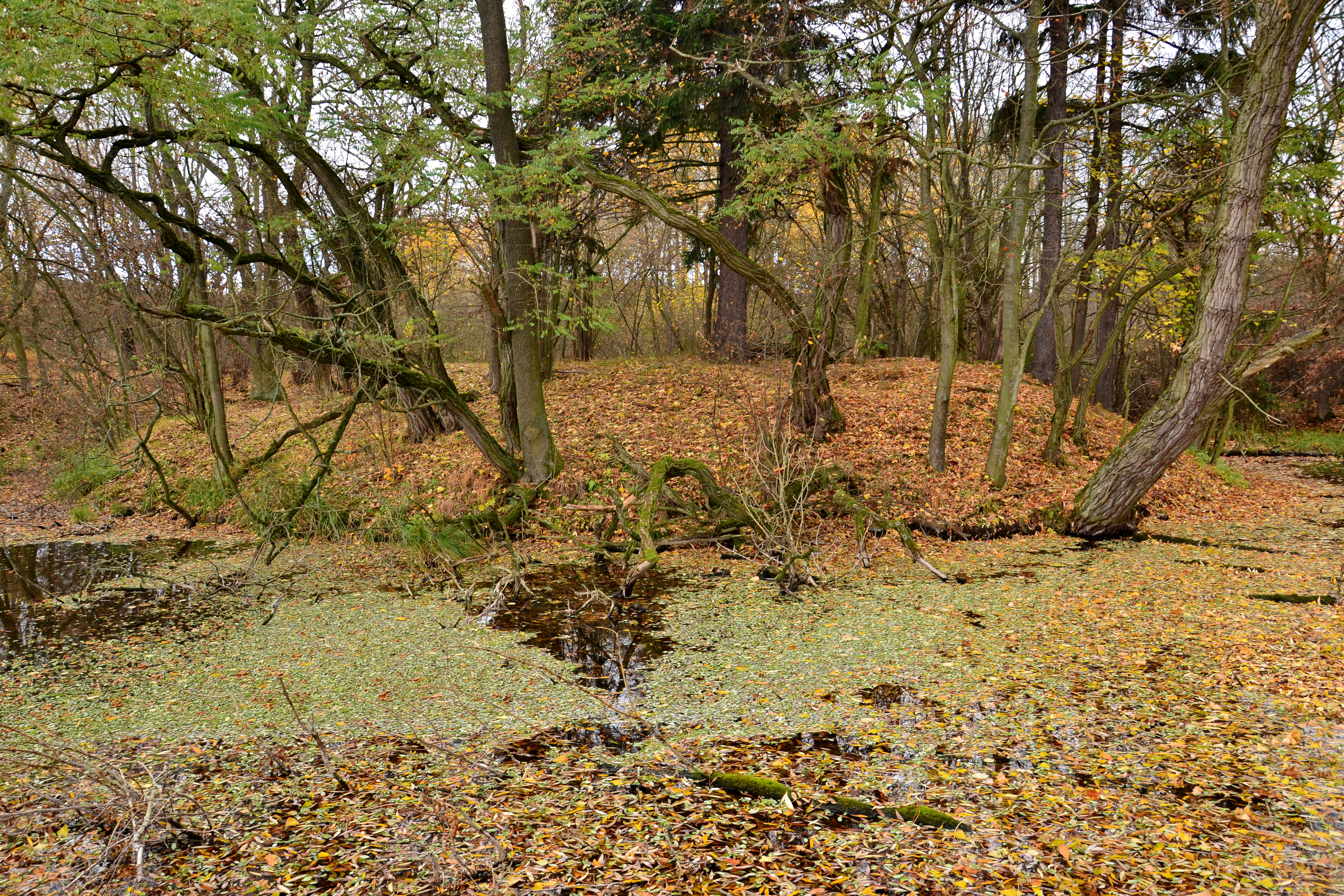
Tvrziště Budiš
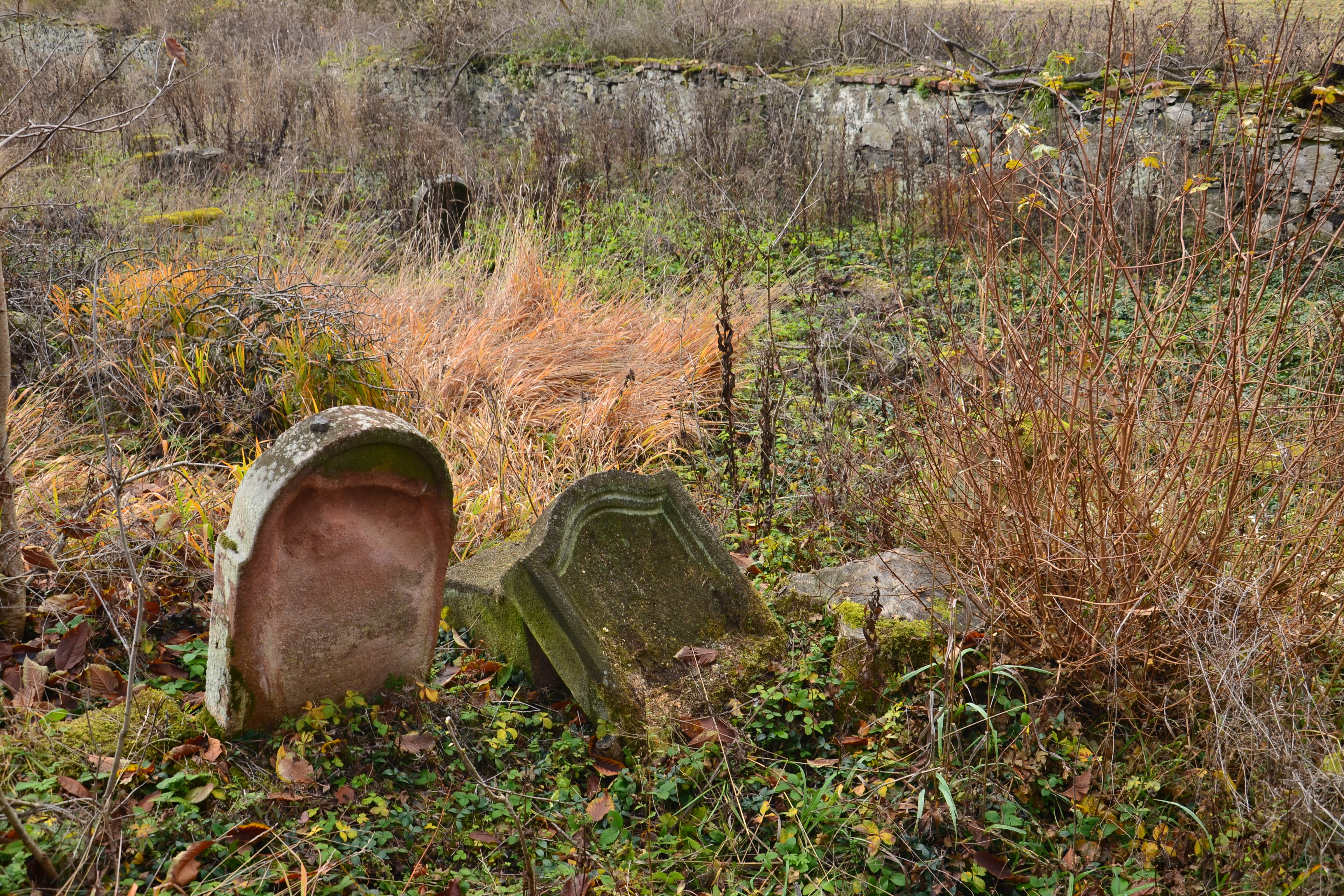
Židovský hřbitov

## Spolky
- Honební společenstvo Podbořanský Rohozec
- Rohozecký spolek kultury